# Handiā
Handiā är en ort i Indien.   Den ligger i distriktet Allahabad och delstaten Uttar Pradesh, i den centrala delen av landet, 600 km sydost om huvudstaden New Delhi. Handiā ligger 97 meter över havet och antalet invånare är 17 861.
Terrängen runt Handiā är mycket platt. Runt Handiā är det mycket tätbefolkat, med 1 095 invånare per kvadratkilometer. Handiā är det största samhället i trakten. Trakten runt Handiā består till största delen av jordbruksmark.